# Pawłenkowe (obwód ługański)
Pawłenkowe (ukr. Павленкове) – wieś na Ukrainie, w obwodzie ługańskim, w rejonie starobielskim, w hromadzie Biłołućk. W 2001 liczyła 727 mieszkańców.